# Jabbeke

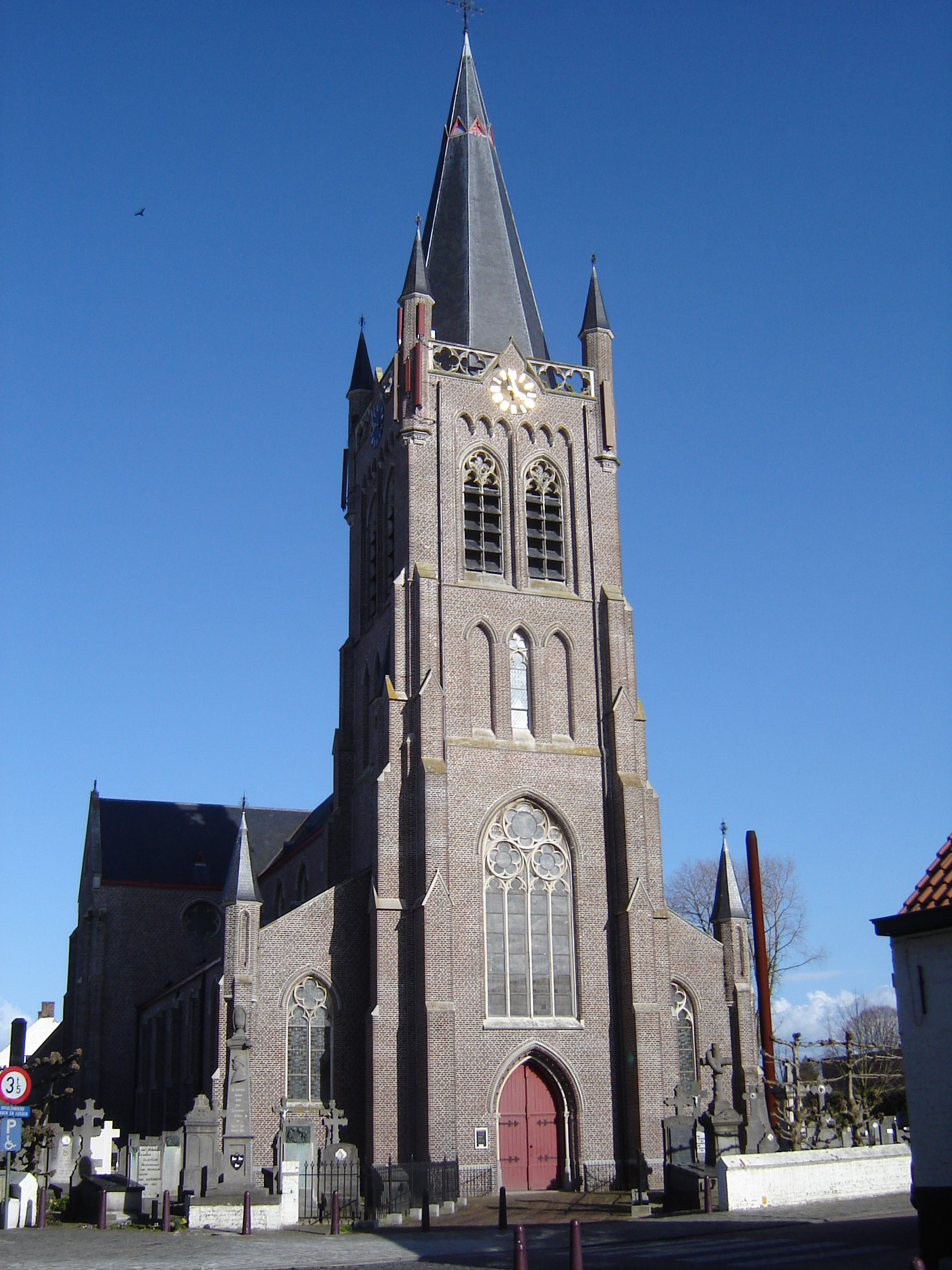
Giáo đường Saint Blaise ở Jabbeke

Jabbeke là một đô thị ở tỉnh Tây Flanders. Đô thị này gồm các thị trấn Jabbeke, Snellegem, Stalhille, Varsenare và Zerkegem. On 1 tháng 1 năm 2006 Đô thị này có 13.572 người. Tổng diện tích là 53,76 km²  với mật độ dân số là of 252 người trên mỗi km².